# Casa de Castro

Brasão de Armas da Casa de Castro.

A Casa de Castro tem origem numa linhagem que se crê é proveniente do Reino de Castela e com profundas raízes na Galiza, cuja provável origem se encontra na vila de Castrojeriz, na Província de Burgos.

## Origens e breve história
Sobre as origens desta casa nobre existem várias teorias, uma das quais a situa no ramo galego dos Castro como descendente do rei Garcia II da Galiza e Portucale (c. 1040-1090).
Dona Maria Álvares, senhora de Castro Xeris, descendente de Laim Calvo (juíz de Castela) e de Salazar de Castro (filho do infante D. Sancho, neto de D. Garcia, rei de Galiza e Portugal, filho terceiro do rei D. Fernando, o Magno, de Castela), teria casado com D. Fernando, que alguns fazem filho do rei de Navarra, e começaram os seus descendentes a usar o apelido Castro.
As vinculações da família Castro na terra de Juarros iniciam-se anteriormente ao século XII com a criação administrativa da Merindad Maior de Castela e com a sua integração na Merindad de Castrojeriz.
No tempos de Gutierre Fernández (século XII), os Castro rivalizavam com outra grande linhagem castelhana, a Casa de Lara, pretendendo a tutela do rei Afonso VIII de Castela.
A falta de herdeiros directos levou a que a linhagem dos Castro passasse a um ramo colateral feminino com origem na Galiza. Este ramo veio a converter-se na estirpe mais poderosa da nobreza da Galiza e numa das mais poderosas de Espanha; tradicionalmente ligada ao Condado de Lemos. As suas mais ilustres representantes foram o "grande Conde de Lemos", Pedro Fernández de Castro e Andrade, VII Conde de Lemos, e o seu tio o Cardeal Rodrigo de Castro Osorio.
(O ramo levava o nome de Castro devido ao casamento de Pedro Alvarez Osorio, IV conde de Lemos com Beatriz de Castro. Filha de Pedro Enriquez de Castilla, conde de Trastâmara e de D. Isabel de Castro esta filha de Álvaro Pires de Castro e de Maria Ponce de León)
No primeiro ramo, é necessário destacar a pessoa de Fernando Ruiz de Castro, "toda a lealtad de Espanha", que apesar de pertencer a uma época tardia, deixou uma memória muito viva no Peru na pessoa de Pedro Antonio Fernández de Castro; este mesmo Fernando Ruiz de Castro vem a ser tio-avô de Beatriz de Castro.
Novamente este ramos e por falta de descendentes directos passou o Condado de Lemos a engrossar os títulos da Casa de Alba e Casa de Fitz-James Stuart.